# Plastoglobule
Les plastoglobules sont des structures protéo-lipidiques associées aux membranes des thylakoïdes dans les chloroplastes. Les plastoglobules sont constitués d'une monocouche de lipides et d'une trentaine de protéines différentes assurant soit une fonction structurale (organisation des plastoglobules) soit une fonction métabolique (synthèse de vitamine E),.